# Daniel Corral
Daniel Corral (n. 25 de enero de 1990, Ensenada, Baja California) es un gimnasta mexicano.

## Trayectoria

### Juegos Centroamericanos y del Caribe
Corral ganó una medalla de plata y una de bronce en los Juegos Centroamericanos y del Caribe de Mayagüez 2010 en las categorías de salto de caballo y por equipos.
En Veracruz 2014, Corral ganó dos medallas de bronce. Una en Anillos y la otra en Barras Paralelas.

### Juegos Panamericanos
En los Juegos Panamericanos de Guadalajara 2011 ganó dos medallas de oro en las categorías de barras paralelas y caballo con arzones.
Durante Toronto 2015, Daniel Corral se adjudicó la medalla de bronce en Caballo con Arzones.

### Juegos Olímpicos
En enero de 2012 obtuvo su pase a los Juegos Olímpicos de Londres 2012 donde ganó una medalla de oro plata y bronce en la categoría de barras paralelas en el evento preolímpico clasificatorio realizado en Londres.
El 28 de julio de 2012 obtuvo su pase a la final de barras paralelas al finalizar octavo, pero clasificando como séptimo, debido a que el equipo japonés llevaba dos gimnastas, y el reglamento señala que solo se puede clasificar uno por país.
El 7 de agosto de 2012, el mexicano compitió en la final de barras paralelas y realizó una rutina con dificultad de 6. 600 y obtuvo una calificación por ejecución de 8. 733, lo que dio un resultado de 15. 333. Con este resultado se ubicó en el 5.º lugar.
En abril de 2016 obtuvo su pase a los Juegos Olímpicos de Río de Janeiro 2016 tras terminar en sexto lugar en el All Around de la especialidad de gimnasia.

### Exatlón México
De octubre de 2017 a marzo de 2018, Daniel Corral participó en el reality show «Exatlón México», 1.a edición, ingresó en la 3.er semana junto a Eduardo Ávila "Judoman", en esta temporada también ingresó su compañera gimnasta Ana Lago, con quien llegó a la semifinal en el cual Daniel quedó en 3.er lugar de posición, llegando al puesto de subcampeón de la rama varonil.
En 2022 se hizo la edición Exatlón All Stars, en dicha temporada se juntaron campeones y subcampeones, fue llamado pero por diferentes motivos no pudo ingresar al certamen. Para la séptima temporada de Exatlón México confirma su participación. Para esta edición llamada La Nueva Era, Daniel llegó hasta cuartos de final.